# Сараево (Кичменгско-Городецкий район)
Сараево — село в Кичменгско-Городецком районе Вологодской области России.
Входит в состав Городецкого сельского поселения (с 1 января 2006 года по 1 апреля 2013 года было центром Сараевского сельского поселения), с точки зрения административно-территориального деления — центр Сараевского сельсовета.

## География
Расстояние до районного центра Кичменгского Городка по автодороге составляет 40 км. Ближайшие населённые пункты — Привольная, Овсянниково, Якшинская, Прилук, Наволок.

## Население
Население по данным переписи 2002 года — 82 человека (41 мужчина, 41 женщина). Всё население — русские, по переписи 2010 года — 69 человек.